# Amanita dunensis
Amanita dunensis R.Heim ex Bon & Andary, Docums Mycol. 13(no. 50): 13 (1983), è un fungo basidiomicete appartenente alla famiglia Amanitaceae.

## Descrizione della specie

### Cappello
3–5 cm di diametro, poco carnoso, subito appianato o depresso al centro, di colore verde pallido, che va da un bianco-verde a un'ocra-olivastro, con fibre radiali;con un margine sottile e striato.

## Lamelle
Sublibere, strette, larghe nella parte mediana e affusolate alle estremità, bianche, con il filo irregolare, intercalate da numerose lamellule non troncate.

## Gambo
5-7 × 5–8 cm, cilindrico, biancastro, decorato con fibrille ocracee con una trama a forma di pelle di serpente o di fiamme.

## Carne
Di colore bianco.

## Microscopia
Spore7-10 x 6-7,5 µm, ellissoidali ed amiloidi.

## Habitat
Questo fungo è caratteristico delle zone costiere, lo si trova sulle dune sabbiose.

## Commestibilità
È una specie mortale.

## Notizie
Questo fungo è stato raccolto per la prima volta in Francia, dove fu associato al pino marittimo (Pinus pinaster) o al leccio (Quercus ilex), sulle dune lungo la costa atlantica [Neville e Poumarat (2004)].
Bon (1925-) e Andary hanno considerato questa specie distinta dall'Amanita phalloides (Fr. : Fr.) Link per le striature del margine del cappello, per la colorazione pallida del cappello, per l'assenza di amatossine negli exiccata e una quantità maggiore di falloidina rispetto all'A. phalloides.

## Sinonimi e binomi obsoleti
- Amanita phalloides var. dunensis R. Heim.

## Nomi comuni
- (EN)  - Dune Death Cap
- (FR)  - Amanite des dunes